# Friedrich Wilhelm Culemann (Kartograf)

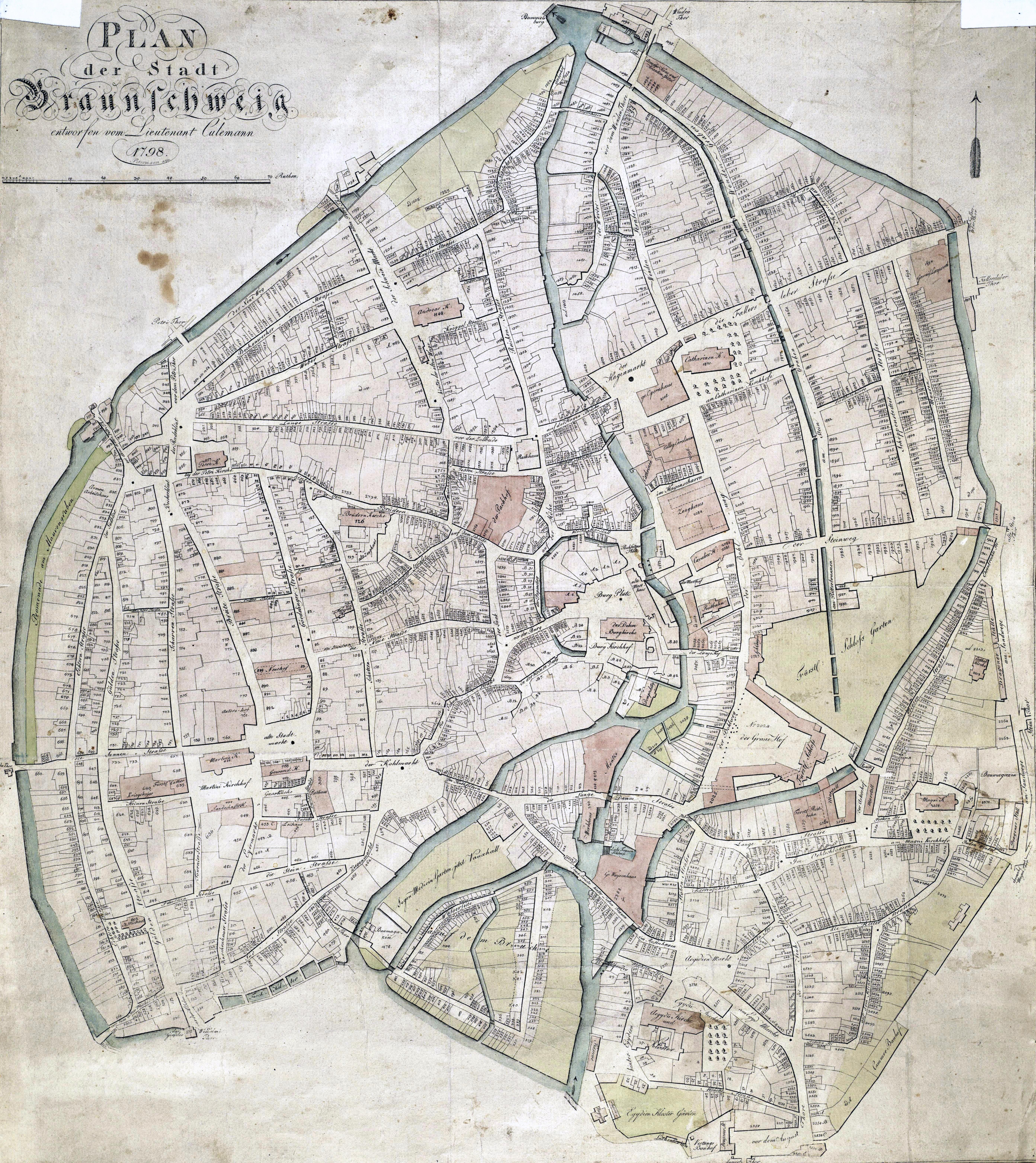
Culemanns Stadtplan von Braunschweig aus dem Jahre 1798.

Friedrich Wilhelm Culemann (* 1766 vermutlich in Königslutter; † 12. Dezember 1812 in Orel) war ein deutscher Militäringenieur und Kartograf. Sein 1798 erschienener Plan der Stadt Braunschweig, war der erste Stadtplan Braunschweigs, der in hoher Auflage verlegt wurde.

## Leben und Werk
Friedrich Wilhelm Culemann war der älteste von drei Söhnen des Ehepaares Johann Dietrich Culemann und dessen Ehefrau Marie Elisabeth Albertine, geb. Jürgens. Einer seiner Brüder war der Buchhändler Friedrich Bernhard Culemann. 1785 trat Friedrich Wilhelm Culemann als Kanonier in das Braunschweigische Artillerieregiment ein. Im Januar des Folgejahres wurde er zum Oberkanonier befördert und zwecks Ingenieursausbildung an das Collegium Carolinum geschickt. 1788, wohl nach Studienabschluss, folgte seine Ernennung zum „Kondukteur“ und die Abordnung zum Kammerbaudepartement. Anfang 1794 setzte sich sein ehemaliger Vorgesetzter vom Artillerieregiment dafür ein, dass Culemann die Offizierslaufbahn einschlagen konnte. Im selben Jahr scheint er zum Leutnant befördert worden zu sein. 1799 wurde er Hauptmann.

### Stadtplan von 1789
Culemann hatte bereits 1789 einen Plan der Stadt Braunschweig erstellt, den Philip Christian Ribbentrop in dem im selben Jahr erschienenen ersten Band seiner Beschreibung der Stadt Braunschweig verwendete. Der Kupferstich hat den Maßstab 1:4000 und misst 35 × 39 cm. Er zeigt die Stadt innerhalb des Okerringes und zeichnet sich besonders durch die genaue Wiedergabe des Straßenverlaufs aus. Sämtliche Kirchen und öffentlichen Gebäude sind im Grundriss dargestellt, während alle anderen Gebäude lediglich als Blöcke zu sehen sind.
1796 erstellte Culemann einen weiteren Stadtplan, der dem Braunschweigischen Meß- und Kaufmanns-Calender auf das Schaltjahr 1796 beigegeben war. Dieser Kalender fand reißenden Absatz. Dieser kommerzielle Erfolg könnte für Culemann Ansporn gewesen sein, als Kartograf in eigener Verantwortung weiterzuarbeiten.

### Schleifung der Wallanlagen
Ende des 18. Jahrhunderts hatten sich die Waffentechnik und Kriegsführung derart entwickelt, dass die Wall- und Befestigungsanlagen der Stadt wirkungslos geworden waren. Aus diesem Grunde wurde 1797 eine „Wall-Demolierungs-Kommission“ ins Leben gerufen, die Pläne zur Schleifung der Festungsanlagen und deren Umwandlung in Parkanlagen und Wohnbezirke ausarbeiten sollte. Ab 1801 war Culemann Mitglied dieser Kommission zur Entfestigung der Stadt, gab die Position aber schon bald an Peter Joseph Krahe ab, der das Vorhaben erfolgreich zu Ende führte. Culemann verblieb indes in der Bauverwaltung.

### Stadtplan von 1798
1798 veröffentlichte Culemann einen neuen Stadtplan Braunschweigs, bei dessen Ausarbeitung er sich auf Vorarbeiten von Andreas Carl Haacke aus den Jahren 1762–1765 gestützt hatte. Haacke hatte damals die Grundrisse der Gebäude und Grundstücke vermessen. Dieser neue Stadtplan hatte einen Maßstab von 1:3000 und eine Blattgröße von 54 × 48 cm. Culemanns Plan von 1798 war der erste in hoher Auflage gedruckte Stadtplan. Neben den Grundstücksgrenzen zeigte er auch die Assekuranznummern der Gebäude. Eine Neuauflage mit Korrekturen erschien 1804.

### Offizier in französischen Diensten
Nach der 1806 verlorenen Schlacht bei Jena und Auerstedt wurde das Fürstentum Braunschweig-Wolfenbüttel von napoleonischen Truppen besetzt und als Departement der Oker bis Ende 1813 Bestandteil des neugebildeten Königreichs Westphalen. Culemann scheint dabei für die französischen Besatzer als Kommissar bei der Revision des Steuerkatasters sowie bei Bonitierungsverfahren im Departement gearbeitet zu haben. 1812 war Culemann schließlich Offizier im 8. westphälischen Korps und geriet wohl als Teil von Napoleons „Grande Armée“ während des Russlandfeldzuges 1812 in Kriegsgefangenschaft, in der er im Dezember 1812 in Orel starb.

## Rezeption
Culemann gilt als einer der produktivsten Stadtplanzeichner Braunschweigs. Sein Stadtplan von 1798 war der erste, der auf Kupferplatten gedruckt wurde und damit in vergleichsweise hoher Stückzahl für die städtische Verwaltung wie auch für Kaufleute und Reisende schnell produziert werden konnte. Ältere Pläne, wie der von Hand gezeichnete Haackesche, mussten bis dahin aufwendig und damit zeitraubend kopiert werden.
Heute befindet sich Culemanns Original von 1798 im Stadtarchiv Braunschweig.